# المزيرعة (فلسطين)

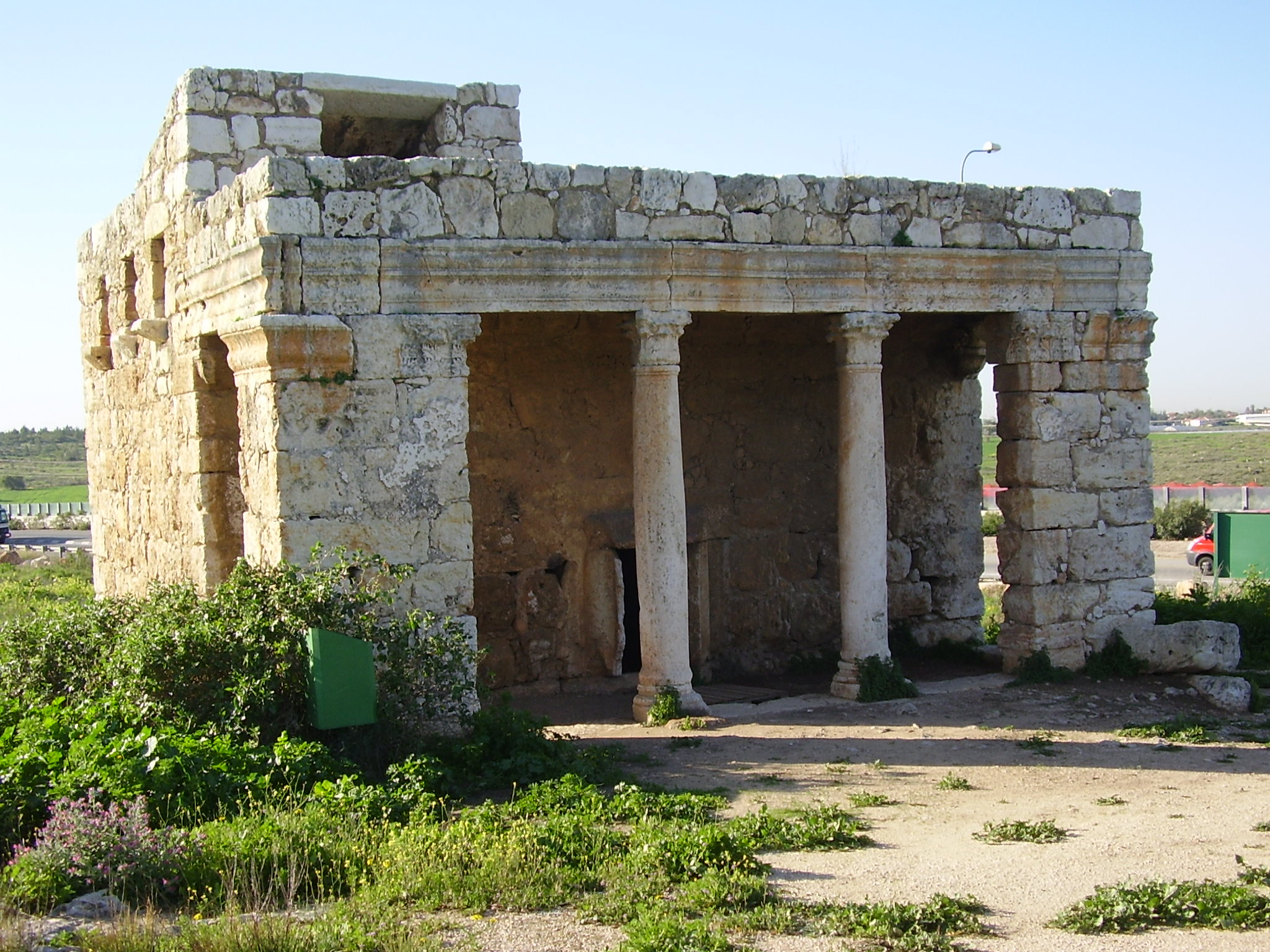
مبنى روماني في المزيرعة

المزيرعة قرية فلسطينية مهجرة تقع إلى الشمال من مدينة اللد وإلى الجنوب من مجدل يابا (مجدل الصادق)، كما تقع على بعد 15 كم من مدينة الرملة إلى الشمال الشرقي منها، وترتفع 110م عن سطح البحر، وجنوب شرق يافا. وهي حديثة تعود إلى نحو قرنين من الزمن. في عام 1998، بنيت مستعمرة إلعاد الصهيونية الدينية الجديدة فوق الأنقاض.

## موقع القرية
وقعت القرية على الجانب الشرقي لطريق بيت نبالا – مجدل الصادق العام المؤدي إلى يافا غربا وحيفا شمالاً. ربطتها طرق ممهدة بقرى قولة ورنتية ورنتيس والطيرة؛ ومر إلى غرب المزيرعة خط سكة حديد اللد – حيفا على بُعد كيلومتر واحد.

## تاريخ القرية
كانت القرية تنهض على تل من الصخر الكلسي عند مرتفعات رام الله المشرفة على السهل الساحلي. وكان وادي الساحوري يمر من تخومها الجنوبية فاصلاً بينها وبين قرية قولة. وامتد سهل العبيد شرقي القرية. وكانت المزيرعة على الجانب الشرقي من الطريق العام الممتد من الرملة إلى تل أبيب ويافا، عبر مجدل يابا. كما كانت تبعد نحو كيلومتر إلى الشرق من خط السكة الحديد الممتد بين الرملة وحيفا. في سنة 1596، كانت المزيرعة قرية في ناحية جبال قُبال (لواء نابلس)، وعدد سكانها 39 نسمة. وكانت تؤدي الضرائب على عدد من الغلال كالقمح والشعير والزيتون، بالإضافة إلى عناصر أخرى من الإنتاج كالماعز وخلايا النحل. ويبدو أن المزيرعة هجرها سكانها في القرن السابع عشر، لتعود فتؤهل في القرن الثامن عشر بقدوم آل الرميح (الرمحي) إليها من موطنهم الأصلي دير غسانة (من قرى الضفة الغربية اليوم). وقد ذكر أ.مانسيل، وهو صحافي ورحالة، أنه مر بالمزيرعة في الستينات من القرن التاسع عشر.
اتخذت المزيرعة شكل نجمة، إذ راحت منازلها المبنية في معظمها بالطوب تمتد على جوانب شبكة الطرق التي تصلها بسواها من المواقع الريفية. وكان سكانها في معظمهم من المسلمين، ولهم مسجد وسطها. في سنة 1945 تحولت مدرسة للبنين، كانت أًسست في سنة 1919، إلى مدرسة ابتدائية مكتملة. وضَمت المدرسة التي كان يؤمها الأولاد من القرى المجاورة 207 تلامذة مسجلين في أواسط الأربعينيات، ثم أُلحق بها 35 دونماً من الأرض. وفي سنة 1945، فُتحت مدرسة للبنات، وكان عدد تلميذاتها في تلك السنة 78 تلميذة. وكان حول منذ زمن قديم ضريح روماني، يقع في جوار القرية، إلى مسجد أُوقف للنبي يحيى. في أوائل هذا القرن، ما نفر من سكان القرية إلى صنع العباءات وسروج الخيل؛ لكن هاتين الحرفتين انقرضتا بالتدريج. وظلت الزراعة أهم نشاط اقتصادي يشتغل السكان فيه، وأهم محاصيلهم الحبوب البعلية والثمار من الأشجار المروية. في 1944/1945، كان ما مجموعه 953 دونماً مخصصاً للحمضيات والموز، و5895 دونماً للحبوب، و35 دونماً مروياً أو مستخدماً للبساتين. وكان في جوار القرية خرب عدة، فضلاً عن الضريح الروماني الذي حول إلى مسجد، فعلى بعد نحو كيلومتر في اتجاه الشمال الشرقي، كانت خربة زخرين، وهي موقع روماني- بيزنطي كان آهلاً أيام المماليك والعثمانيين. ولم تزل التنقيبات جارية هناك منذ سنة 1982.

## المساحة والسكان
- تبلغ مساحة أراضيها 10822 دونماً.
- قدر عدد سكانها في عام 1922 (578) نسمة، وفي عام 1945 (1160) نسمة.
- يحيط بها أراضي قرى قولة ورنتيس ومجدل يابا.

وتقع بجوارها خربة أم اللبد، وخربة القصر، وخربة شعيرة.

## تهجير القرية
قامت المنظمات الصهيونية المسلحة بهدم القرية وتشريد أهلها البالغ عددهم عام 48 (1346) نسمة ، وكان ذلك في 12-7-1948 ويبلغ مجموع اللاجئين من هذه القرية في عام 1998 حوالي (8263) نسمة. وأقام الصهاينة على أراضيها مستعمرة (مازور) عام 1949، وفي نفس العام أيضاً أنشئت على أراضيها مستعمرة «نحاليم».
من شبه المؤكد أن المزيرعة احتلت في إطار عملية داني. ويقول الكاتب المصري محمد عبد المنعم إنها احتلت في سياق العملية، يوم 12 تموز/يوليو 1948؛ إذ شنت القوات الإسرائيلية هجوماً على الرملة من محاور ثلاثة. والوحدة التي احتلت القرية، بحسب هذه الرواية، هي تلك التي هاجمت الرملة من الشمال مكتسحة المزيرعة وقرية قولة المجاورة، قبل أن تبلغ غايتها. أما ((تاريخ حرب الاستقلال))، فيذكر أن جملة من القرى الواقعة جنوبي المزيرعة (منها قولة ورنتيه ووِيلهِلْما) احتلت قبل يومين، أي في 10 تموز/يوليو.

## القرية اليوم
أُسست مستعمرة نحاليم [الإنجليزية]، في سنة 1949، في القسم الشمالي الغربي من أراضي القرية. وأُنشئت مستعمرة مازور (موشاف) [الإنجليزية] في سنة 1949، في الجانب الغربي من أراضي القرية.
غُرست الأشجار الحرجية في معظم أنحاء الموقع. وقد حُولت منازل القرية إلى أنقاض، ما خلا بضعة منها سلمت. وتشاهد المصاطب الحجرية وآجام الصبار في الموقع.

## مصدر
1. ↑  admin (28 أكتوبر 2015). "المزيرعة (قرية -)". الموسوعة الفلسطينية. مؤرشف من الأصل في 2018-07-12. اطلع عليه بتاريخ 2022-09-01.
2. ↑  المزيرعة (قرية -) | الموسوعة الفلسطينية نسخة محفوظة 2018-07-12 على موقع واي باك مشين.
3. ↑  ذاكرات (زوخروت) - المزيرعة نسخة محفوظة 2018-05-14 على موقع واي باك مشين.